# Naisten I-divisioona 2014
La Naisten I-divisioona 2014 è stata la 6ª edizione del campionato di football americano di secondo livello femminile, organizzato dalla SAJL.

## Squadre partecipanti
| Club                | Città       | Stadio | Sponsor ufficiale | Risultato nella stagione 2013 |
| ------------------- | ----------- | ------ | ----------------- | ----------------------------- |
| Hämeenlinna Huskies | Hämeenlinna |        |                   |                               |
| Hyvinkää Falcons    | Hyvinkää    |        |                   |                               |
| Joensuu Wolves      | Joensuu     |        |                   |                               |
| Kouvola Indians     | Kouvola     |        |                   |                               |
| Kuopio Steelers     | Kuopio      |        |                   |                               |
| Mikkeli Bouncers    | Mikkeli     |        |                   |                               |
| Porvoon Butchers    | Porvoo      |        |                   |                               |
| Tampere Saints      | Tampere     |        |                   |                               |

## Stagione regolare

### Calendario

#### 1ª giornata
| Hyvinkää 17 maggio 2014, ore 12:00 | Hyvinkää Falcons | 34 – 6 | Hämeenlinna Huskies | Kankurin kenttä |

| Joensuu 18 maggio 2014, ore 12:00 | Joensuu Wolves | 30 – 0 | Kouvola Indians | Koilispuiston Tekonurmi |

| Porvoo 18 maggio 2014, ore 13:00 | Porvoon Butchers | 6 – 0 | Mikkeli Bouncers | Myllymäen urheilukenttä |

| Kuopio 18 maggio 2014, ore 15:00 | Kuopio Steelers | 6 – 26 | Tampere Saints | Lippumäen kuplahalli |

#### 2ª giornata
| Hämeenlinna 24 maggio 2014, ore 18:00 | Hämeenlinna Huskies | 18 – 27 | Kuopio Steelers | Pullerin jalkapallokentä |

| Mikkeli 25 maggio 2014, ore 12:30 | Mikkeli Bouncers | 40 – 30 | Joensuu Wolves | Urpolan tekonurmi |

| Porvoo 25 maggio 2014, ore 13:00 | Porvoon Butchers | 20 – 29 | Tampere Saints | Porvoon Pallokenttä |

| Kouvola 25 maggio 2014, ore 14:00 | Kouvola Indians | 18 – 16 | Hyvinkää Falcons | Kuusankosken urheilupuisto |

#### 3ª giornata
| Hämeenlinna 7 giugno 2014, ore 15:00 | Hämeenlinna Huskies | 0 – 44 | Mikkeli Bouncers | Pullerin jalkapallokentä |

| Tampere 8 giugno 2014, ore 17:00 | Tampere Saints | 66 – 12 | Kouvola Indians | Pyynikin urheilukenttä |

| Joensuu 8 giugno 2014, ore 18:00 | Joensuu Wolves | 38 – 46 | Kuopio Steelers | Koilispuiston Tekonurmi |

#### 4ª giornata
| Kuopio 14 giugno 2014, ore 12:00 | Kuopio Steelers | 33 – 6 | Hyvinkää Falcons | Väinölänniemen stadion |

| Kouvola 14 giugno 2014, ore 14:00 | Kouvola Indians | 22 – 6 | Mikkeli Bouncers | Kuusankosken urheilupuisto |

| Porvoo 15 giugno 2014, ore 13:00 | Porvoon Butchers | 32 – 22 | Joensuu Wolves | Porvoon Pallokenttä |

| Tampere 15 giugno 2014, ore 16:00 | Tampere Saints | 68 – 6 | Hämeenlinna Huskies | Pyynikin urheilukenttä |

#### Recuperi 1
| Hyvinkää 29 giugno 2014, ore 13:00 | Hyvinkää Falcons | 8 – 6 | Porvoon Butchers | Kankurin kenttä |

#### 5ª giornata
| Kuopio 5 luglio 2014, ore 12:00 | Kuopio Steelers | 59 – 18 | Porvoon Butchers | Väinölänniemen stadion |

| Hämeenlinna 5 luglio 2014, ore 13:00 | Hämeenlinna Huskies | 26 – 32 (d.t.s.) | Kouvola Indians | Kaurialan Kenttä |

| Joensuu 6 luglio 2014, ore 12:00 | Joensuu Wolves | 36 – 20 | Hyvinkää Falcons | Koilispuiston Tekonurmi |

| Mikkeli 6 luglio 2014, ore 12:30 | Mikkeli Bouncers | 0 – 20 | Tampere Saints | Urpolan tekonurmi |

#### 6ª giornata
| Hyvinkää 12 luglio 2014, ore 15:00 | Hyvinkää Falcons | 0 – 32 | Tampere Saints | Kankurin kenttä |

| Mikkeli 13 luglio 2014, ore 12:30 | Mikkeli Bouncers | 20 – 19 | Kuopio Steelers | Urpolan tekonurmi |

| Porvoo 13 luglio 2014, ore 13:00 | Porvoon Butchers | 12 – 6 | Kouvola Indians | Porvoon Pallokenttä |

#### 7ª giornata
| Tampere 19 luglio 2014, ore 12:00 | Tampere Saints | 48 – 0 | Joensuu Wolves | Pyynikin urheilukenttä |

| Kouvola 19 luglio 2014, ore 14:00 | Kouvola Indians | 24 – 27 | Kuopio Steelers | Kuusankosken urheilupuisto |

| Mikkeli 20 luglio 2014, ore 12:30 | Mikkeli Bouncers | 20 – 6 | Hyvinkää Falcons | Urpolan tekonurmi |

| Porvoo 20 luglio 2014, ore 13:00 | Porvoon Butchers | 54 – 42 | Hämeenlinna Huskies | Porvoon Pallokenttä |

#### Recuperi 2
| Joensuu 27 luglio 2014, ore 12:00 | Joensuu Wolves | 38 – 44 | Hämeenlinna Huskies | Koilispuiston Tekonurmi |

### Classifica
La classifica della regular season è la seguente:
- PCT = percentuale di vittorie, G = partite giocate, V = partite vinte,  P = partite perse, PF = punti fatti, PS = punti subiti

| Pos. | Squadra             | PCT   | G | V | N | P | PF  | PS  |
| ---- | ------------------- | ----- | - | - | - | - | --- | --- |
| 1    | Tampere Saints      | 1.000 | 7 | 7 | 0 | 0 | 289 | 44  |
| 2    | Kuopio Steelers     | .714  | 7 | 5 | 0 | 2 | 217 | 150 |
| 3    | Porvoon Butchers    | .571  | 7 | 4 | 0 | 3 | 148 | 166 |
| 4    | Mikkeli Bouncers    | .571  | 7 | 4 | 0 | 3 | 130 | 103 |
| 5    | Kouvola Indians     | .429  | 7 | 3 | 0 | 4 | 114 | 183 |
| 6    | Joensuu Wolves      | .286  | 7 | 2 | 0 | 5 | 194 | 230 |
| 7    | Hyvinkää Falcons    | .286  | 7 | 2 | 0 | 5 | 90  | 151 |
| 8    | Hämeenlinna Huskies | .143  | 7 | 1 | 0 | 6 | 142 | 297 |

## Playoff

### Tabellone
|  | Semifinali | Semifinali       | Semifinali |                 |    | VI Finale Naisten I-divisioona | VI Finale Naisten I-divisioona | VI Finale Naisten I-divisioona |  |
|  |            |                  |            |                 |    |                                |                                |                                |  |
|  | 1          | Tampere Saints   | 36         |                 |    |                                |                                |                                |  |
|  | 1          | Tampere Saints   | 36         |                 |    |                                |                                |                                |  |
|  | 4          | Mikkeli Bouncers | 24         |                 |    |                                |                                |                                |  |
|  | 4          | Mikkeli Bouncers | 24         |                 | 1  | Tampere Saints                 | 28                             |                                |  |
|  |            |                  |            |                 | 1  | Tampere Saints                 | 28                             |                                |  |
|  |            |                  | 2          | Kuopio Steelers | 20 |                                |                                |                                |  |
|  | 2          | Kuopio Steelers  | 2          | Kuopio Steelers | 20 | 41                             |                                |                                |  |
|  | 2          | Kuopio Steelers  |            |                 |    |                                |                                |                                |  |
|  | 3          | Porvoon Butchers | 26         |                 |    |                                |                                |                                |  |

### Semifinali
| Tampere 3 agosto 2014, ore 16:00 | Tampere Saints | 36 – 24 | Mikkeli Bouncers | Pyynikin urheilukenttä |

| Kuopio 3 agosto 2014, ore 17:00 | Kuopio Steelers | 41 – 26 | Porvoon Butchers | Väinölänniemen stadion |

### VI Finale Naisten I-divisioona
| Tampere 9 agosto 2014, ore 12:00 | Tampere Saints | 32 – 6 | Kuopio Steelers | Pyynikin urheilukenttä |

## Verdetti
- Tampere Saints Vincitrici della Naisten I-divisioona 2014